# جيف هلبرن
جيف هلبرن (بالإنجليزية: Jeff Halpern)‏ هو لاعب هوكي الجليد أمريكي، ولد في 3 مايو 1976 في بوتوماك في الولايات المتحدة.

## وصلات خارجية
- جيف هلبرن على موقع دوري الهوكي الوطني (الإنجليزية)
- جيف هلبرن على موقع قاعة مشاهير الهوكي (لاعب أن.إتش.أل) (الإنجليزية)
- جيف هلبرن على موقع EliteProspects.com (الإنجليزية)
- جيف هلبرن على موقع Eurohockey.com (الإنجليزية)
- جيف هلبرن على موقع HockeyDB.com (الإنجليزية)
- جيف هلبرن على موقع Hockey-Reference.com (الإنجليزية)